# Villa Morra di Lavriano
Villa Morra di Lavriano si trova in località Metelliano presso Cortona (AR).
Il nome della proprietà deriva da quello dell'omonima famiglia piemontese che ne ebbe il possesso, ed è costituita dalla villa circondata da un parco delimitato verso sinistra da un lunghissimo filare di cipressi e sulla destra da un muro di cinta. Durante il fascismo Umberto Morra di Lavriano si ritirò nella villa, dove ospitò esponenti della cultura antifascista, fra cui Alberto Moravia, Renato Guttuso, Cesare Luporini, Guido Calogero e Aldo Capitini.  
L'edificio a base quadrata ha un aspetto massiccio per le notevoli dimensioni e si articola su tre livelli con finestre e altre aperture disposte in maniera regolare per accentuare la simmetria. Sulla facciata principale un portale in pietra è sormontato da un balcone che affaccia sul giardino.
Oltre alla casa da padrone esiste una cappellina, un fabbricato per le cantine, una serra e dei granai, nei quali fu anche impiantato l'allevamento e la lavorazione dei bachi da seta.
Il parco è diviso da tre viali alberati con essenze diverse: cipresso, leccio e tiglio. Per un cambio di gusto buona parte degli elementi decorativi dell'antico giardino all'italiana sono andati perduti nel XIX secolo, per cui oggi la vegetazione crea un naturalistico parco all'inglese vicino ad altre zone ad uso agricolo. Restano alcuni elementi decorativi antichi: due vasche (una ovale e una circolare) all'incrocio di vialetti, e una più grande davanti alla limonaia, tre piccole grotte sparse nel parco.

## Curiosità
- Una lapide attesta una leggenda di come il parco fosse stato teatro di un doppio suicidio in un pozzo di innamorati contrastati.